# Réserve naturelle nationale du Néouvielle
La réserve naturelle nationale du Néouvielle (RNN4) est une réserve naturelle nationale située dans la région Occitanie. Créée en 1935 et classée en 1968, elle occupe une surface de 2 313 hectares au nord-est du Pic de Néouvielle dans le massif montagneux des Pyrénées. S'étageant entre 1 800 et 3 091 mètres d'altitude, c'est un site d'une grande richesse en faune et en flore. Elle compte près de 370 espèces animales et 570 espèces d'algues.

## Géographie

### Situation

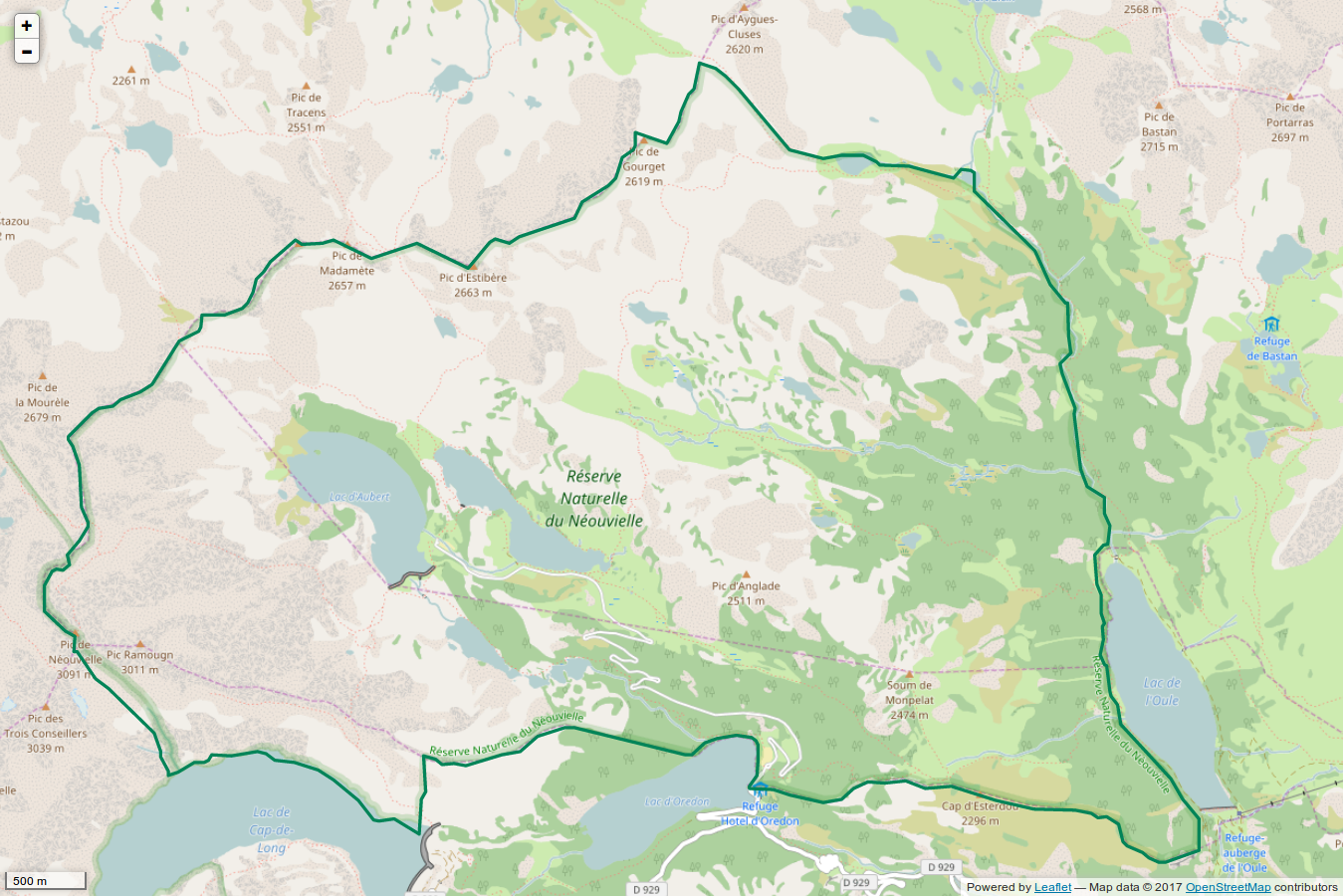
Périmètre de la réserve naturelle.

Le territoire de la réserve naturelle se situe dans le département des Hautes-Pyrénées, sur les communes d'Aragnouet, Saint-Lary-Soulan et Vielle-Aure, à proximité de Barèges dans le massif du Néouvielle. Il se situe dans le prolongement et à l'est du Parc national des Pyrénées.
Le territoire est limité à l'ouest par le massif du Néouvielle, au sud par les lacs de Cap-de-Long et d'Orédon, à l'est par le lac de l'Oule et le massif de l'Arbizon, et au nord par le col de Barèges. Il intègre les lacs d'Aubert et d'Aumar. La réserve naturelle est à l’abri de crêtes qui s’étendent du pic de la Munia jusqu’au pic de l'Arbizon, et présente une exposition générale orientée au sud, ce qui induit un microclimat plus chaud et plus sec permettant un relèvement des limites de la vie.

### Topographie

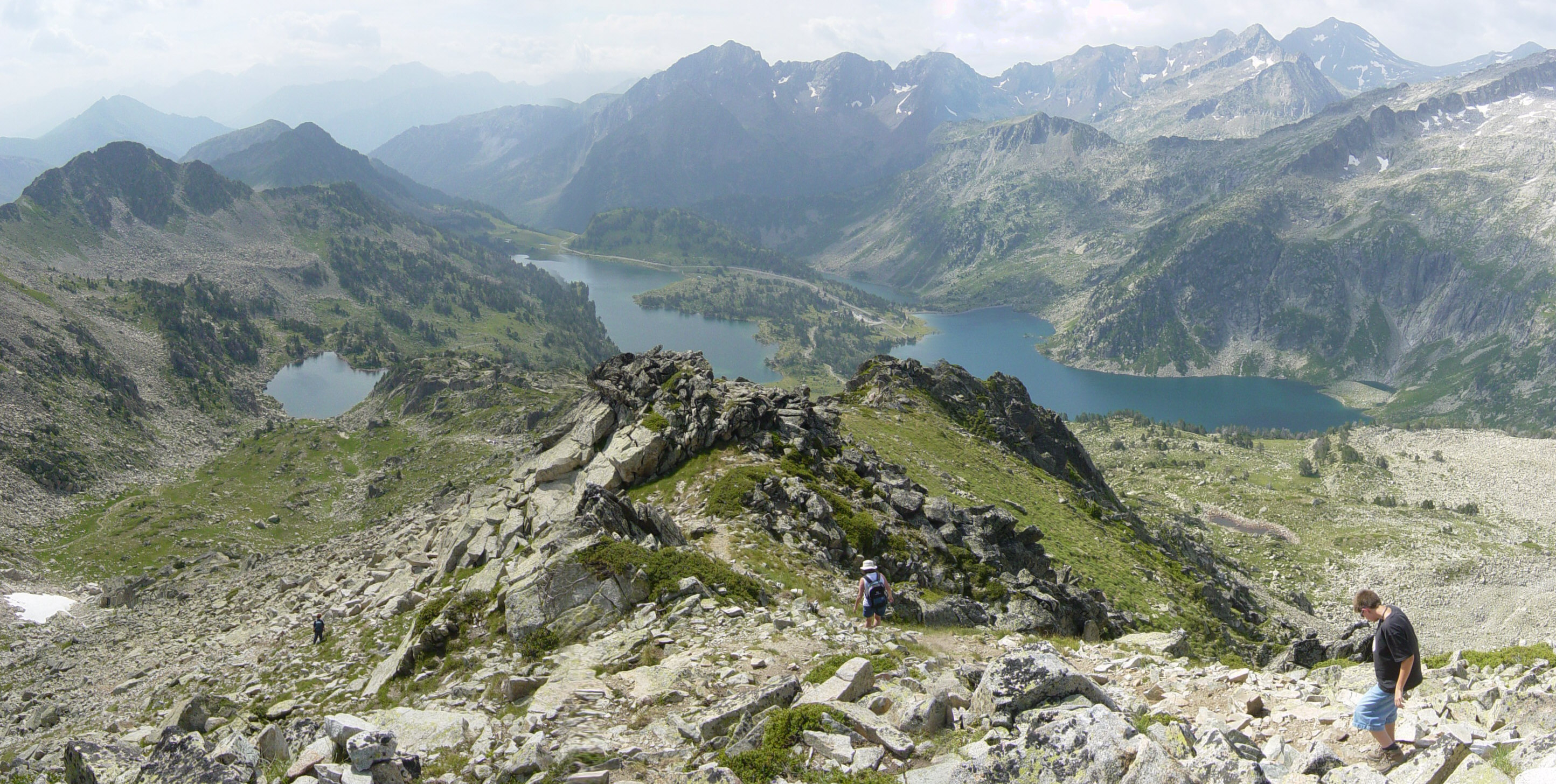
Descente du GR10 vers le sud depuis le col de Madamète. Au premier plan, les lacs Gourg de Rabas à gauche, d'Aumar au centre, et d'Aubert à droite. En second plan à droite, l'arête du pic de Néouvielle. En arrière-plan, de droite à gauche, le pic de Campbieil, le pic d'Estaragne, le pic Méchant et le pic de Bugatet. Tout au fond à gauche dans la brume, de droite à gauche, le pic d'Aret en vallée d'Aure et le massif de Batchimale.

D'une superficie de 2 313 hectares, la réserve est située sur un plateau à plus de 1800 mètres de hauteur, au pied du pic de Néouvielle culminant à 3091 mètres. Plusieurs sommets entourent la réserve : le pic de Madaméte (2 657 m), le col de Madaméte (2 508 m)), le pic d'Estibère (2 663 m), le pic dets coubous (2 647 m), le pic de Gourget (2 619 m)  et le col de Barrèges (2 469 m)  au nord, puis la hourquette d'Aubert (2 498 m), la brèche de Chausenque (2 790 m), le pic de Néouvielle et le pic Ramougn (3011 m) à l'ouest, et enfin le cap d'Estoudou (2260 m) ainsi que le cap d'Esterdou (2 296 m) au sud. À l'intérieur de la réserve, on peut également noter le pic d'Aumar, le pic d'Anglade (2 511 m) et le soum de Monpelat (2 474 m).

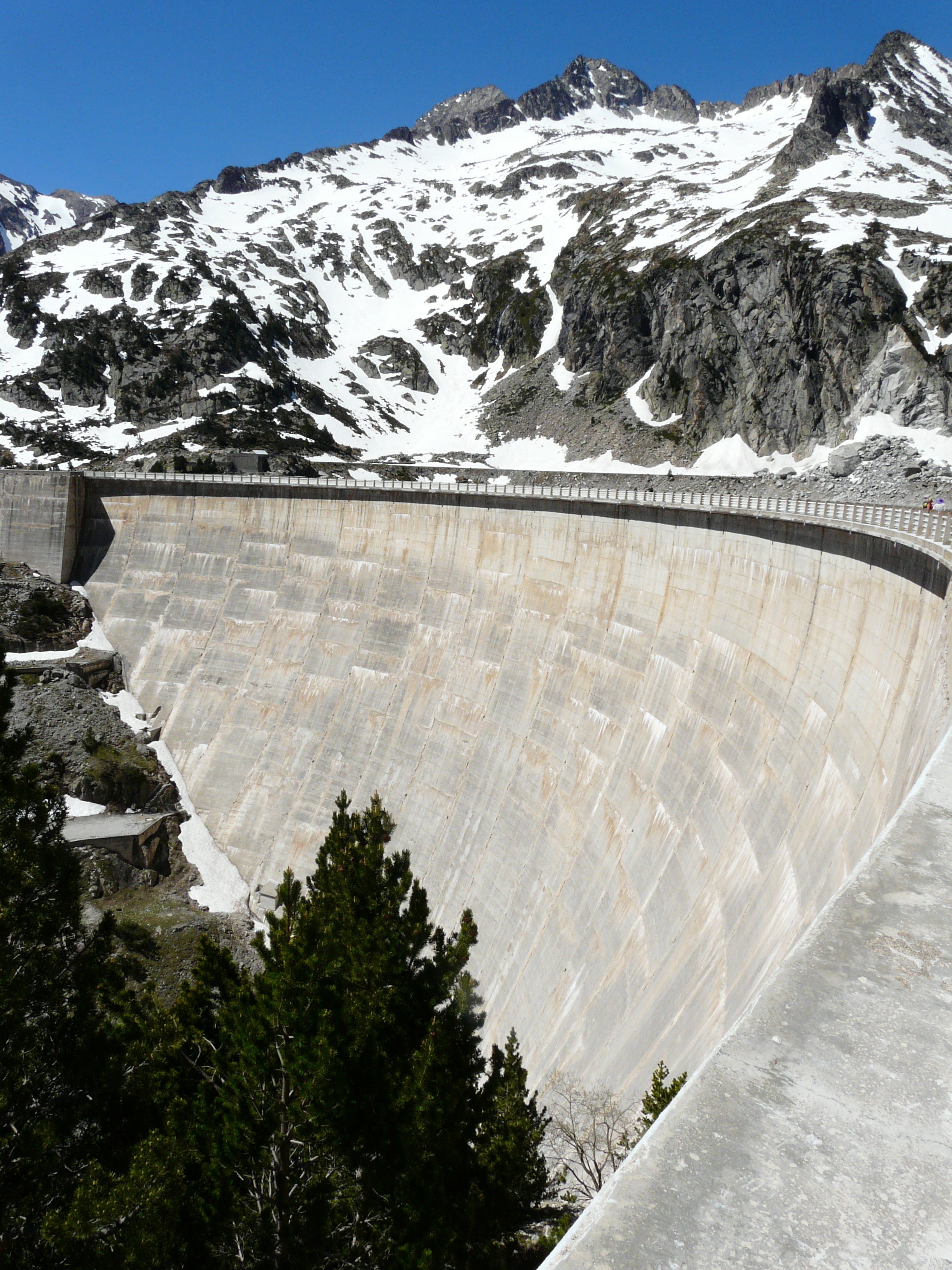
Barrage du Lac de Cap-de-Long avec les pics d'Estaragne, Méchant et Bugatet en fond.

### Hydrographie
On dénombre plus de 70 lacs et étangs, de couleurs bleu et vert. Le plus grand lac naturel est le lac d'Aumar avec 25 hectares, les plus grands lacs d'Aubert, d'Orédon et de Cap-de-long étant des lacs de barrage. Deux autres grands lacs, le lac de l'Oule et le lac de Gréziolles, se situent à la limite du massif de l'Arbizon. Les petits lacs sont d'un intérêt écologique important concernant la flore et la faune aquatique de montagne, et sont étudiés scientifiquement par la station biologique du lac d'Orédon comme le lac de Port-Bielh (ou de Bastan). Au sud des lacs d'Aubert et d'Aumar, ainsi qu'au nord du lac d'Orédon, se situent les laquettes de la réserve. Parmi les autres lacs présents dans la réserve, on peut noter : le gourg de Rabas (ou gourget de Madamète), le laquet du milieu, le lac de l'Ile, le lac de l'Ours, le lac d'Anglade, le lac du Pé d'Estibère, le lac des Guits, le lac de Gourguet, le laquet de Coste Oueillère, etc. Ces lacs sont alimentés par un réseau de petites rivières issues des cirques glaciaires, comme le ruisseau d'Estibère ou le ruisseau du cap d'Estoudou,.

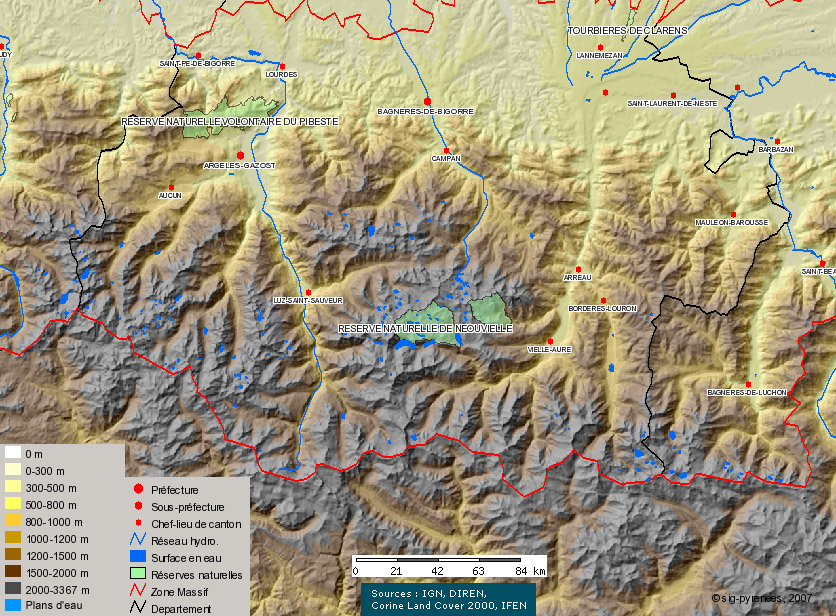
Carte de la zone du Néouvielle.

### Géologie
La réserve est située au nord-est du massif du Néouvielle, sur un pluton formé de granodiorites et de granites calco-alcalins à biotite. Ce pluton fait 98 km2 et s'est formé au Carbonifère il y a −300 Ma, à l'occasion d'une intrusion magmatique lors de la formation de la chaîne varisque. La poche magmatique formée en profondeur, dans la racine de la chaîne varisque, se refroidit alors très lentement durant des milliers d'années. De -260 à -100 millions d'années, de la fin du Permien au milieu du Crétacé, l'ouverture de l'océan Neo-Thétis et de l'océan Atlantique érode fortement la chaîne varisque jusqu'à son socle, si bien qu'il ne reste plus qu'à la fin une pénéplaine. On observe alors un affleurement progressif du socle granitique.
À partir de −100 Ma au Crétacé, la remontée de la plaque africaine entraîne avec elle la plaque ibérique, qui commence à passer sous la plaque eurasiatique. La collision des croûtes situées sur ces plaques engendre une montée en altitude des roches, c'est la phase de soulèvement des Pyrénées vers −40 Ma à l'Éocène.

### Climat
Le site bénéficie d'un micro-climat car il est situé à l’abri de crêtes partant du pic de la Munia, en passant par celles du Néouvielle, jusqu'à l'Arbizon. De plus, l'exposition générale du massif étant orientée au sud, la résultante de ces caractéristiques donne un micro-climat plus chaud et plus sec que les autres hauts massifs environnants, ce qui induit le relèvement en altitude des zones de vie de nombreuses espèces de montagne.

## Biodiversité

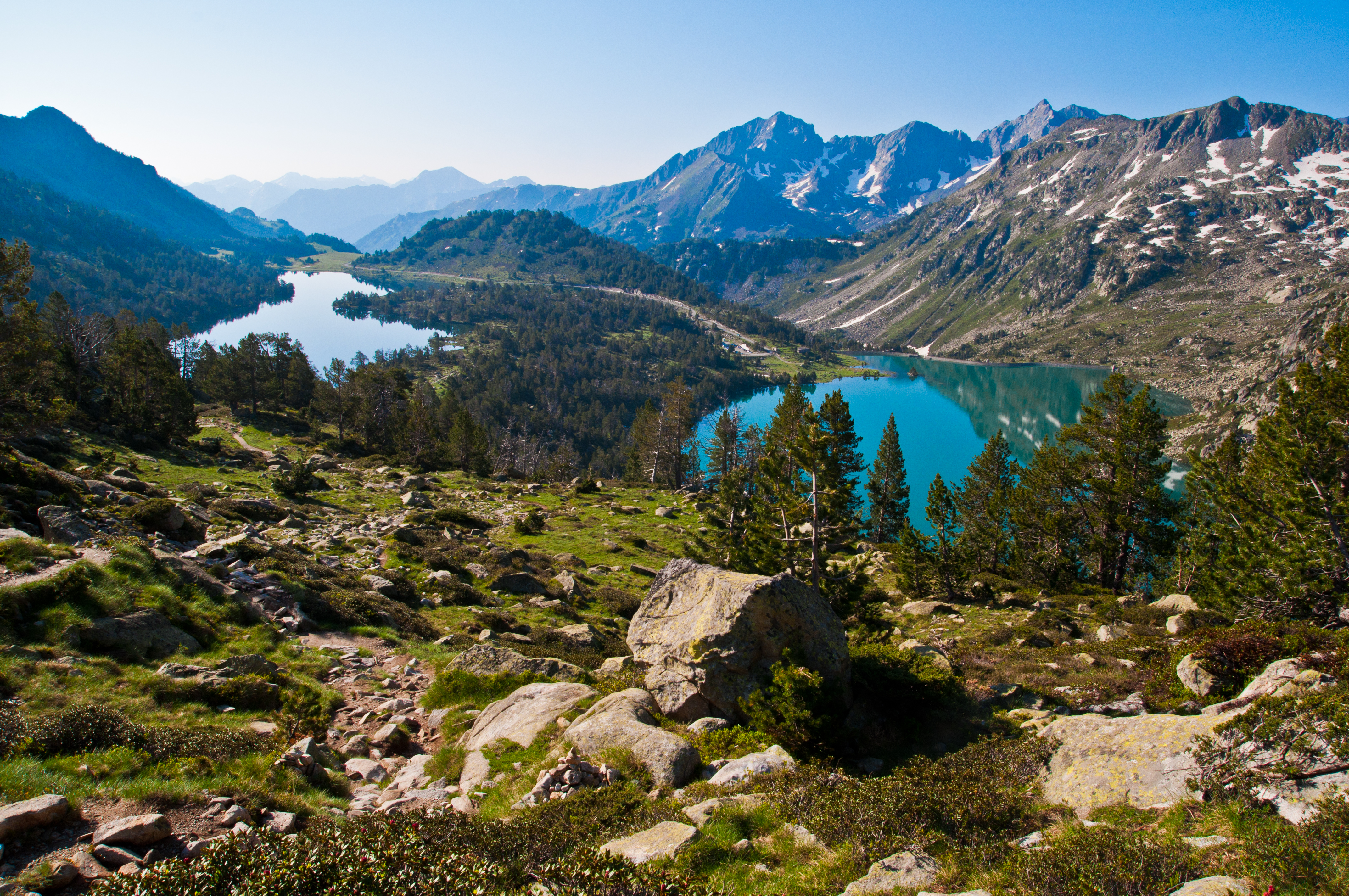
Forêt ouverte de pins à crochets au niveau du lac d'Aumar et du lac d'Aubert dans la réserve naturelle nationale du Néouvielle.

De par ses très nombreux lacs, étangs et laquettes, et de son microclimat, l'environnement de la réserve est propice à la vie en altitude.

### Flore
La flore est très riche, avec 1 250 plantes vasculaires, dont certaines possèdent aussi des records d’altitude comme la digitale pourpre à 1 800 mètres. Le site est constitué majoritairement de forêts de pins d’une grande richesse et de 70 lacs, étangs et laquettes. Les forêts du Néouvielle sont constituées par le pin à crochet (Pinus mugo), qui doit son nom à un crochet caractéristique des écailles de son cône. Ces forêts se disposent en bosquets, l’espace restant étant occupé par des rhododendrons et des pelouses. Au cœur de la réserve, le pin à crochets bat des records d’altitude en Europe, puisqu’il est présent jusqu’à 2 600 mètres.
L’abondance des milieux aquatiques entraîne une grande diversité biologique avec 571 espèces d’algues, ainsi que deux tiers des sphaignes françaises. On note aussi la présence de la subulaire aquatique (subularia aquatica), une petite plante amphibie protégée, présente en France uniquement dans la laquette inférieure d'Orédon. Elle fait l'objet de recherches quant à sa sauvegarde, au sein du projet POEMS (participatory observations for ecology in moutain systems) des laboratoires de recherche CNRS Ecolab et Géode des universités Toulouse-III-Paul-Sabatier et Toulouse-II-Jean-Jaurès.

### Faune
Le site accueille une faune particulièrement variée avec de nombreuses espèces emblématiques telles que la marmotte, le grand tétras, le bec-croisé des sapins, l’aigle royal, le vautour fauve, le vautour percnoptère, le milan royal, le gypaète barbu, la niverolle alpine, ainsi que des animaux endémiques : le desman des Pyrénées, l'euprocte et l'isard. Les plans d'eau abritent aussi la truite Fario, le saumon de fontaine et le crapaud accoucheur qui vit dans la réserve jusqu’à 2 400 mètres. Le climat de la réserve ralentit aussi la décomposition du bois, ce qui laisse par endroits un paysage naturel d'arbres morts, et fait prospérer les insectes xylophages.
Aujourd’hui encore, les bovins et ovins continuent d’entretenir les estives et permettent de maintenir l’alternance entre pinèdes, landes et pelouses. Ainsi le pastoralisme, tradition multiséculaire, devient un facteur de diversité écologique.

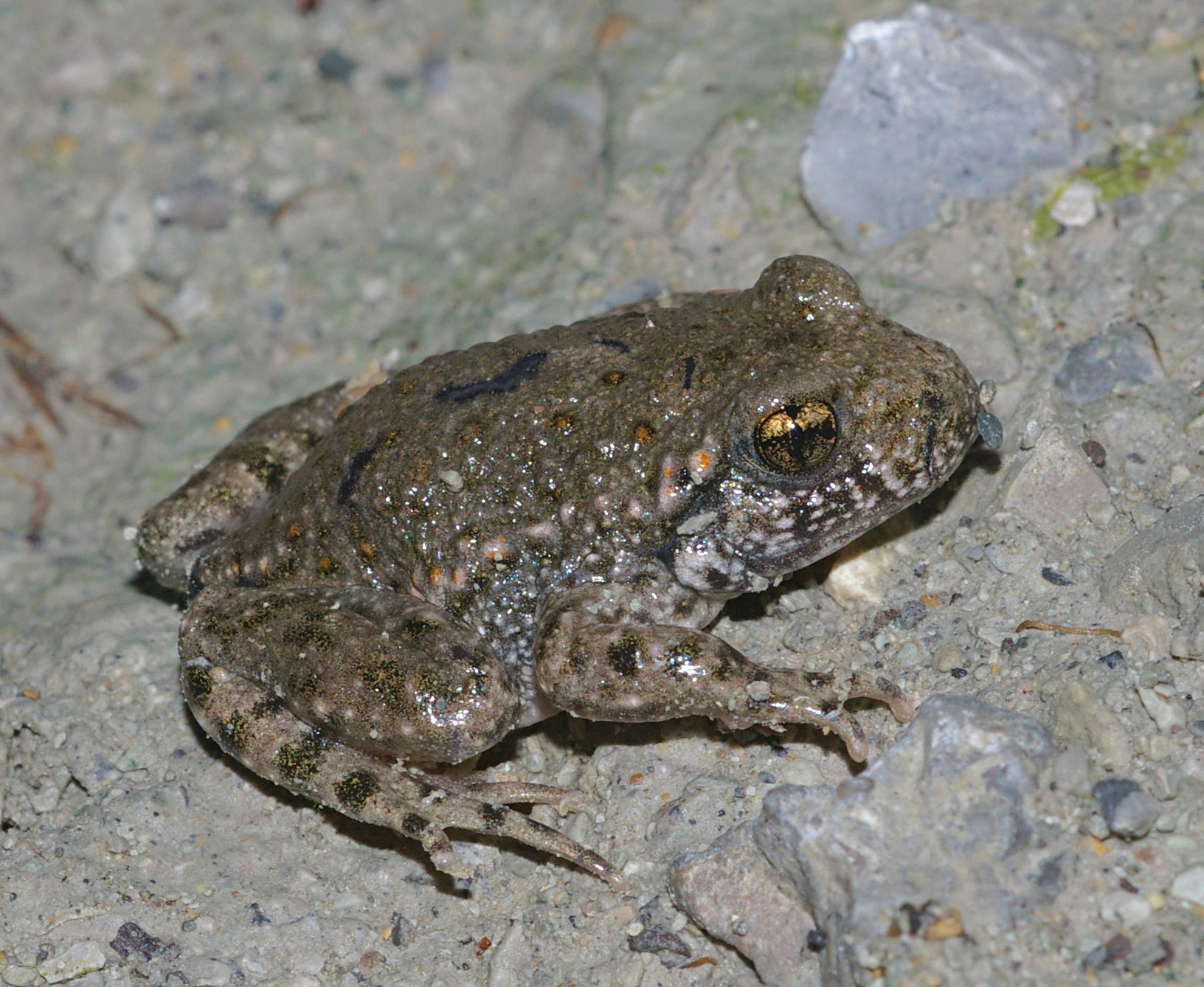
Alyte accoucheur, ou crapaud accoucheur, Alytes obstetricans.
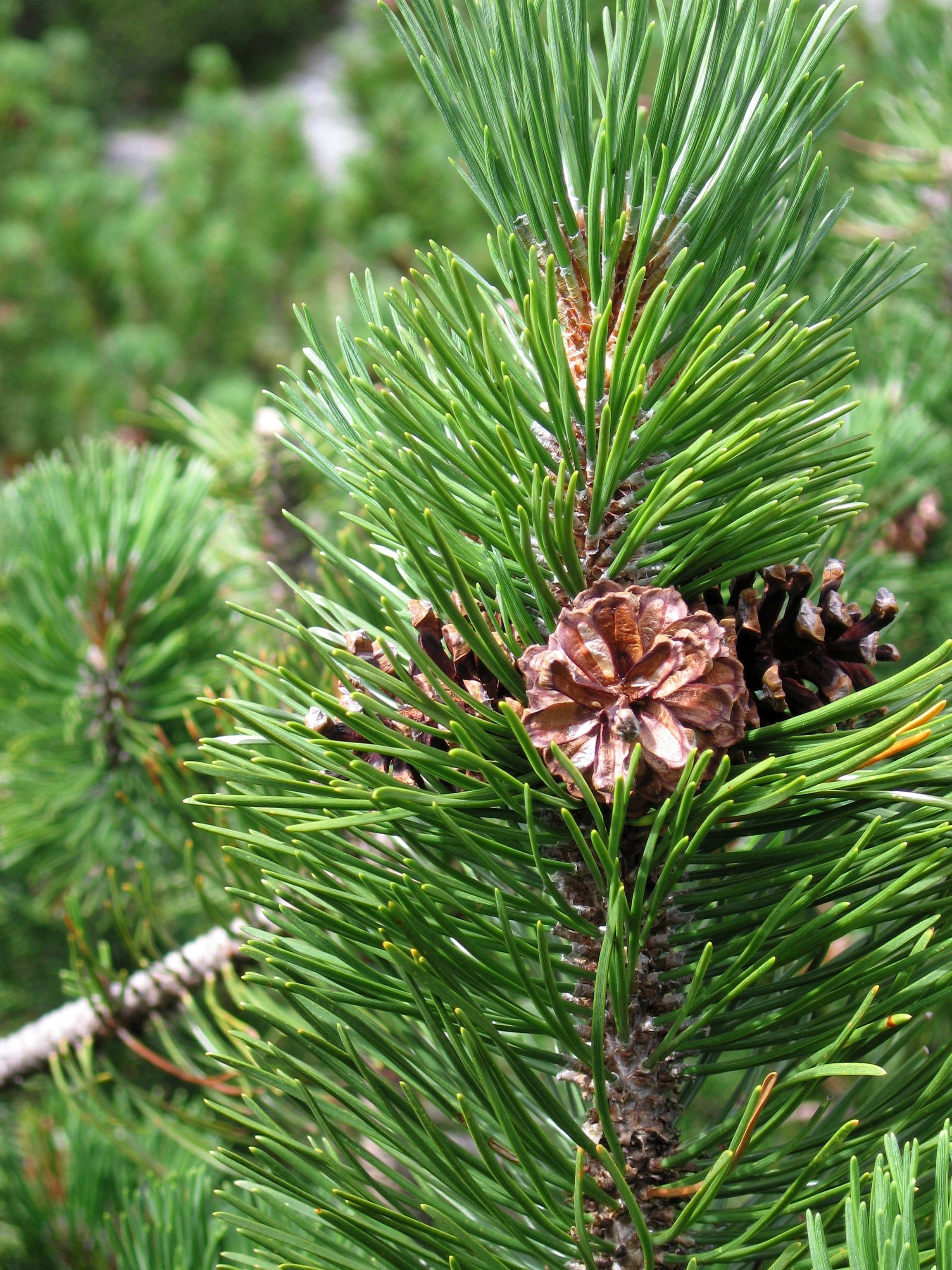
Pin à crochets, Pinus mugo.
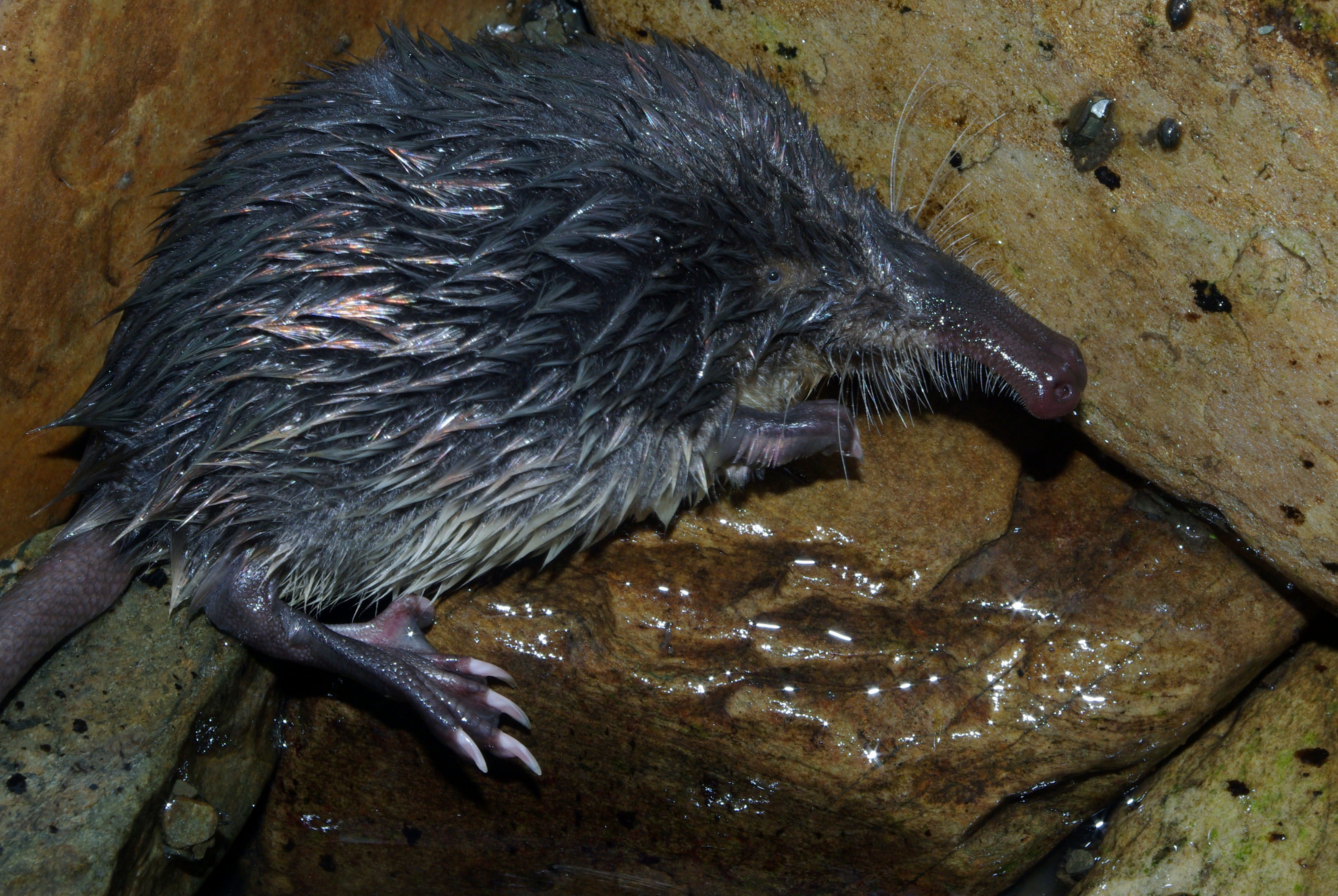
Desman des Pyrénées, Galemys pyrenaicus, espèce endémique des Pyrénées.
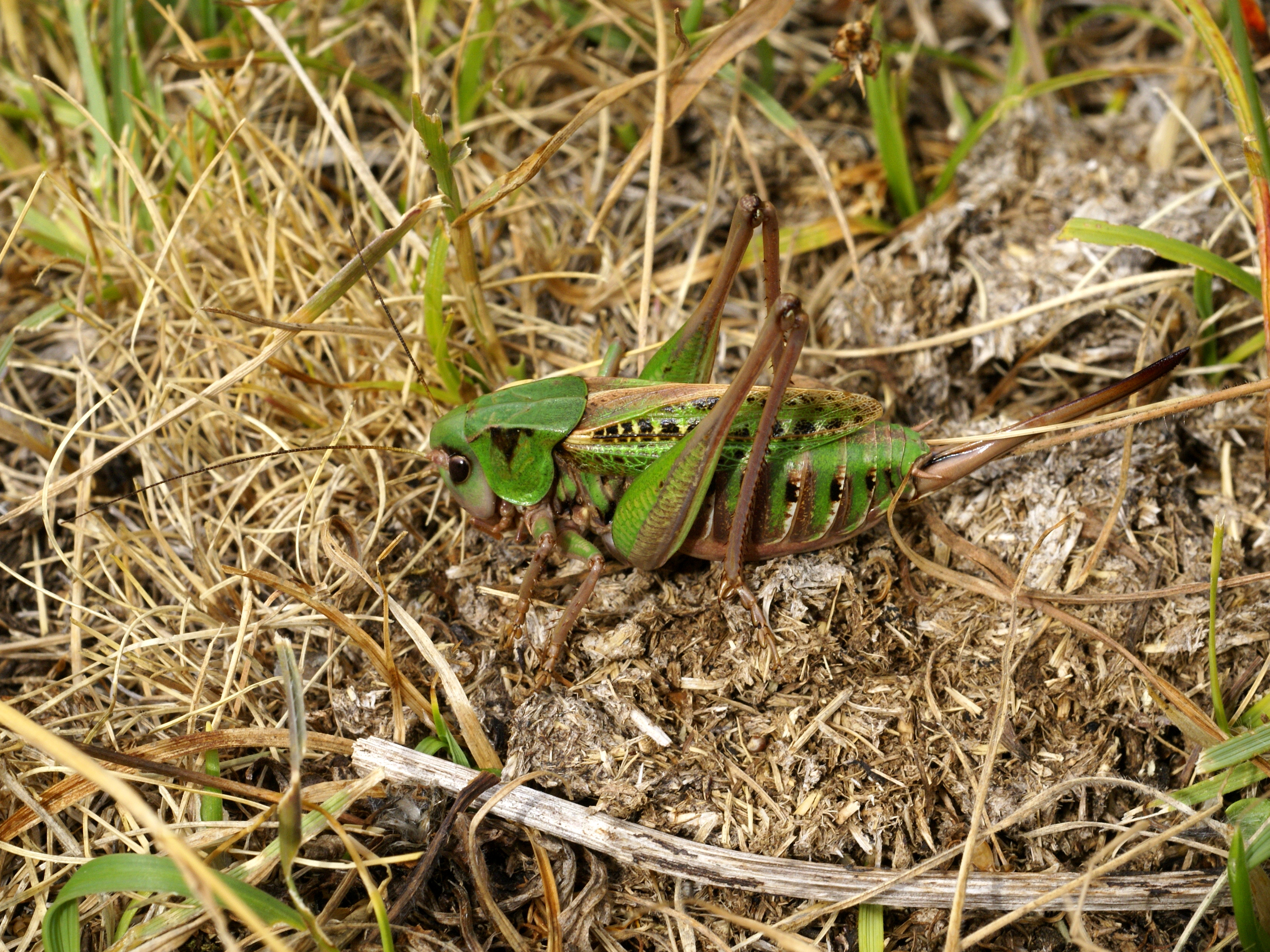
Dectique verrucivore, Decticus verrucivorus.
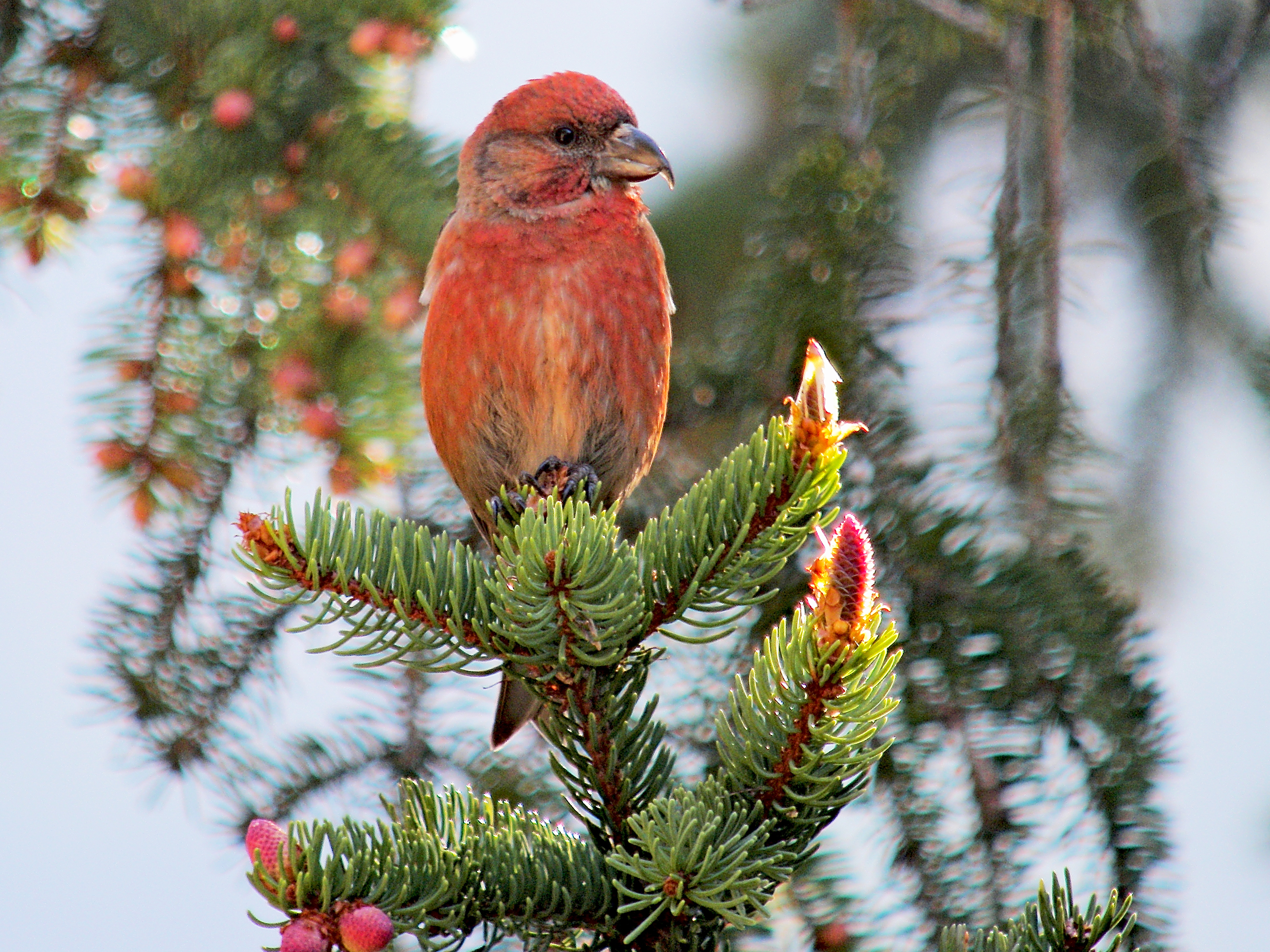
Bec-croisé, Loxia curvirostra.
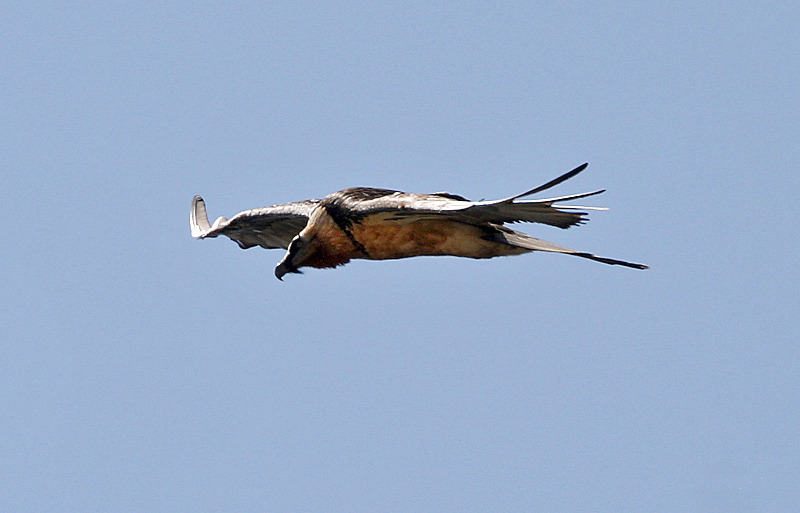
Gypaète barbu, Gypaetus barbatus.
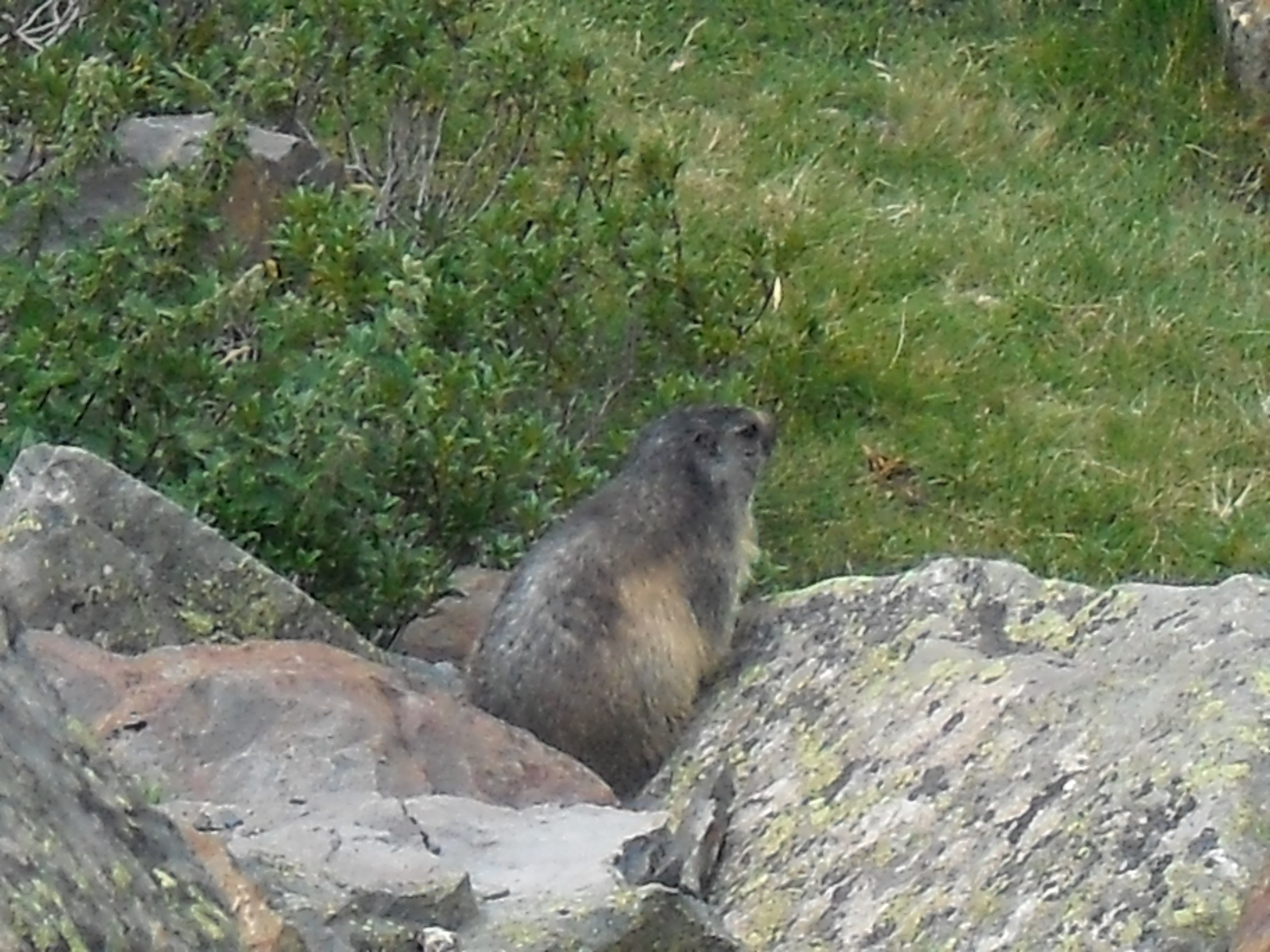
Marmotte, Marmota marmota.
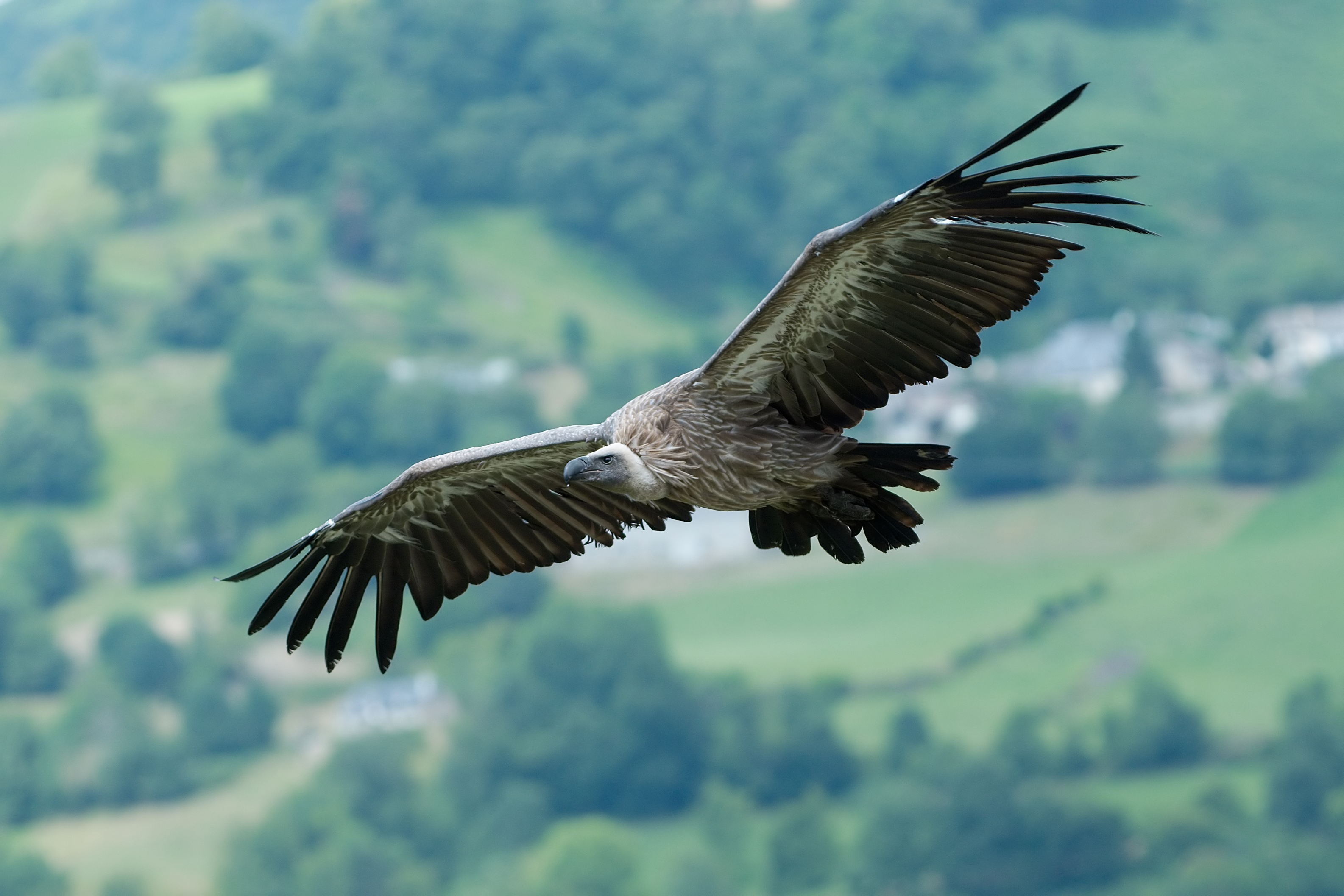
Vautour fauve, Gyps fulvus.
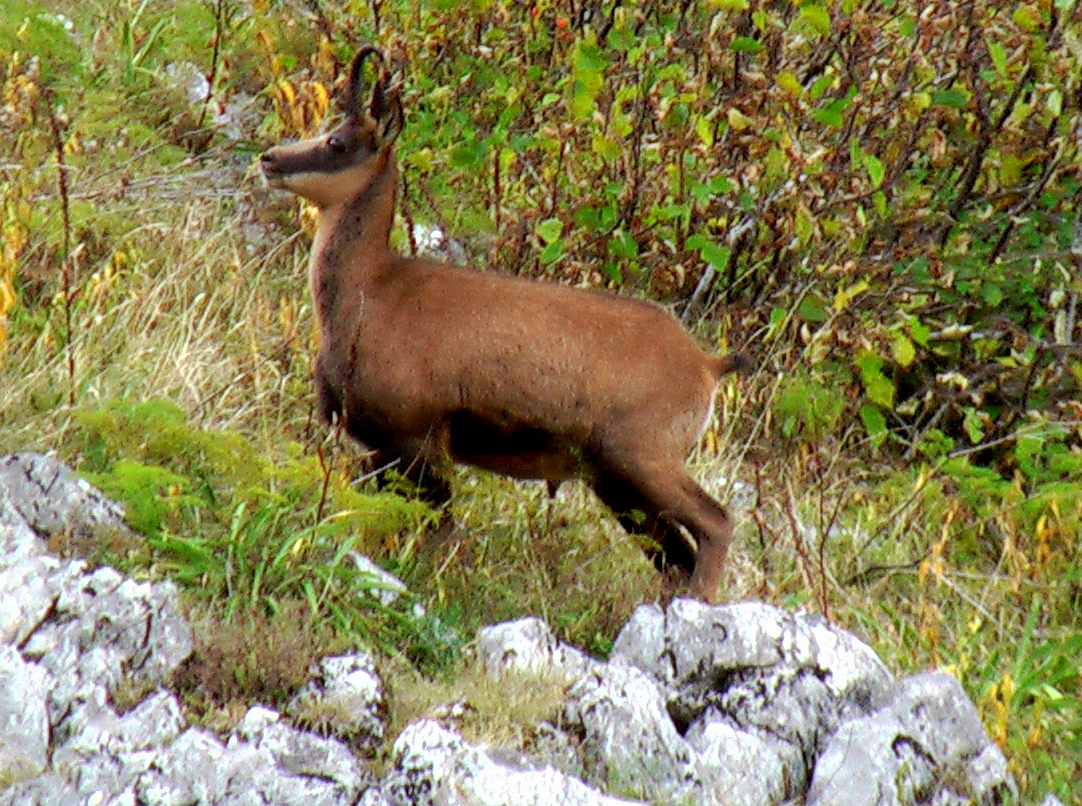
Isard, Rupicapra pyrenaica.
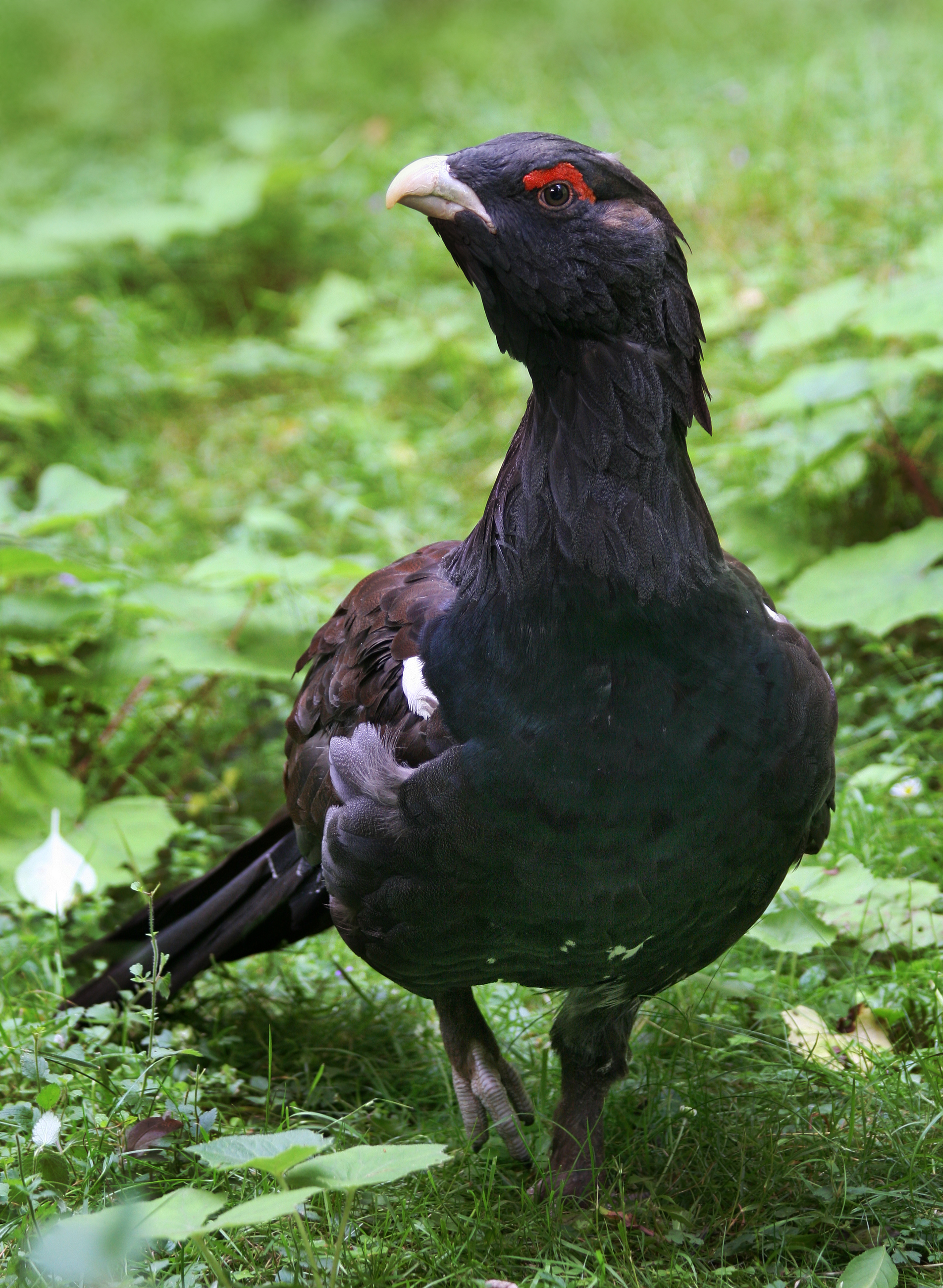
Grand Tétras, Tetrao urogallus.
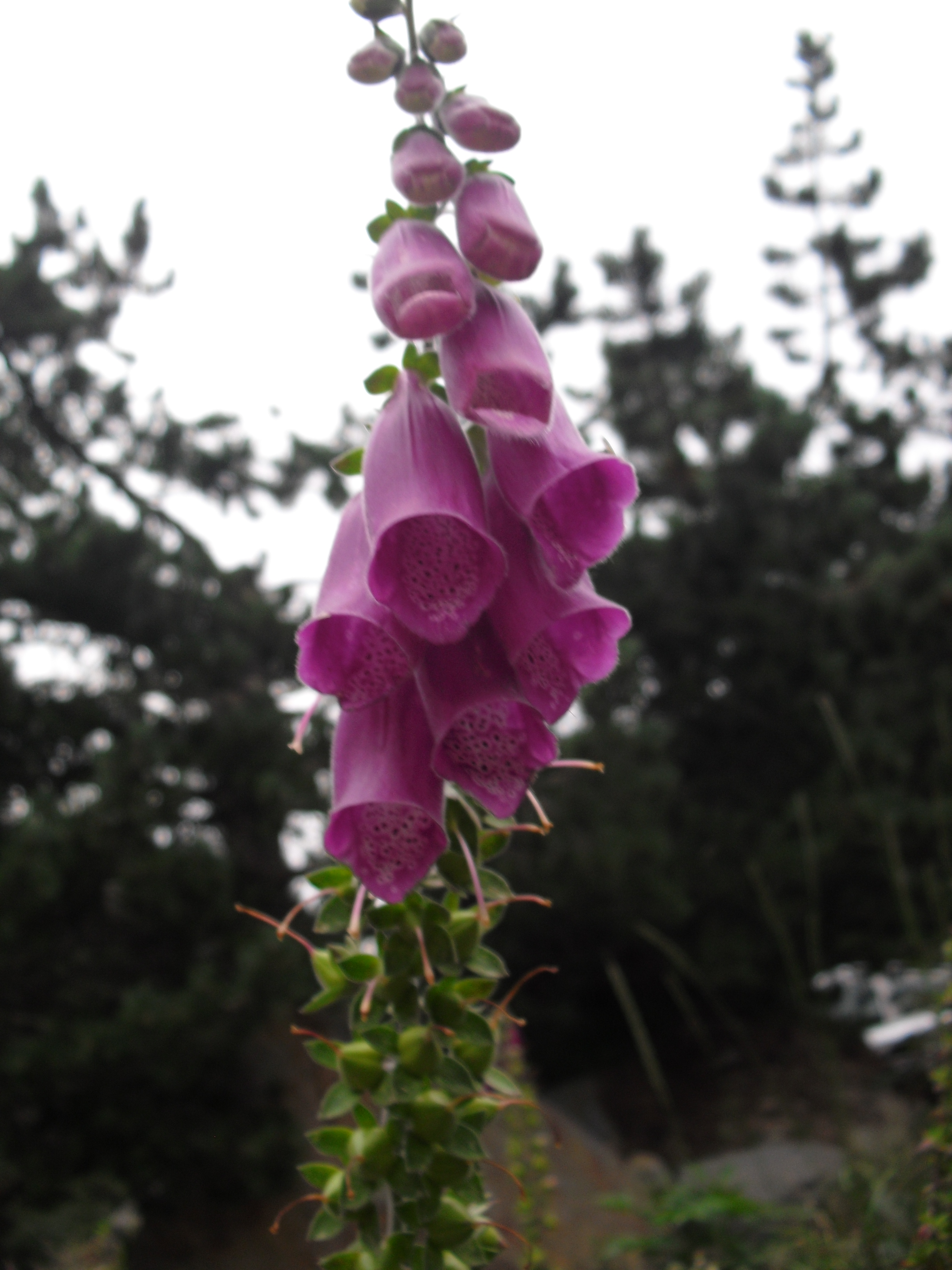
Digitale pourpre Digitalis purpurea, sur les berges du lac de l'Oule (1 815 mètres).
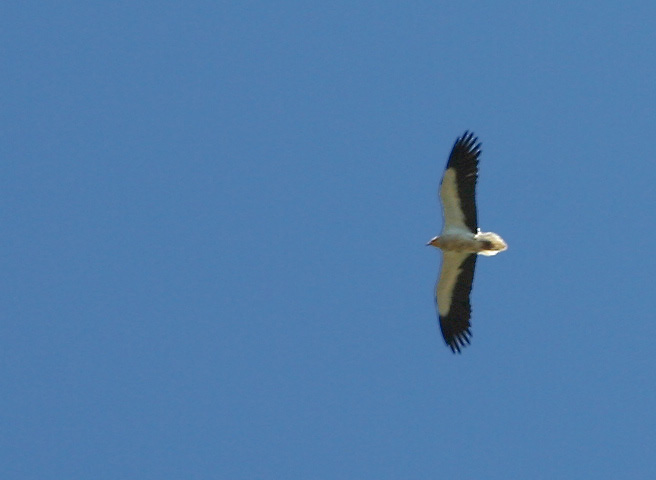
Vautour percnoptère, Neophron percnopterus.
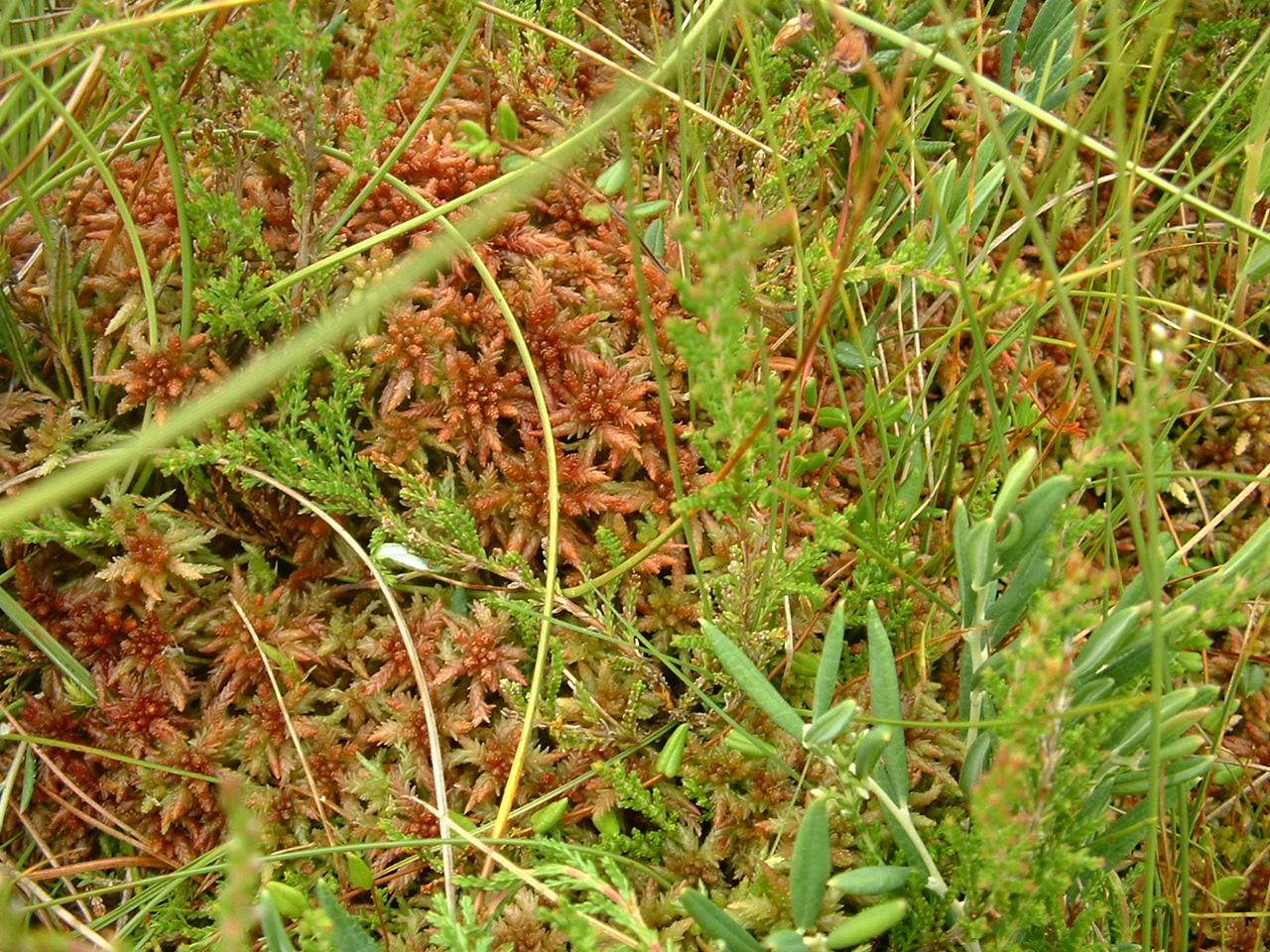
Sphaigne, Sphagnum.
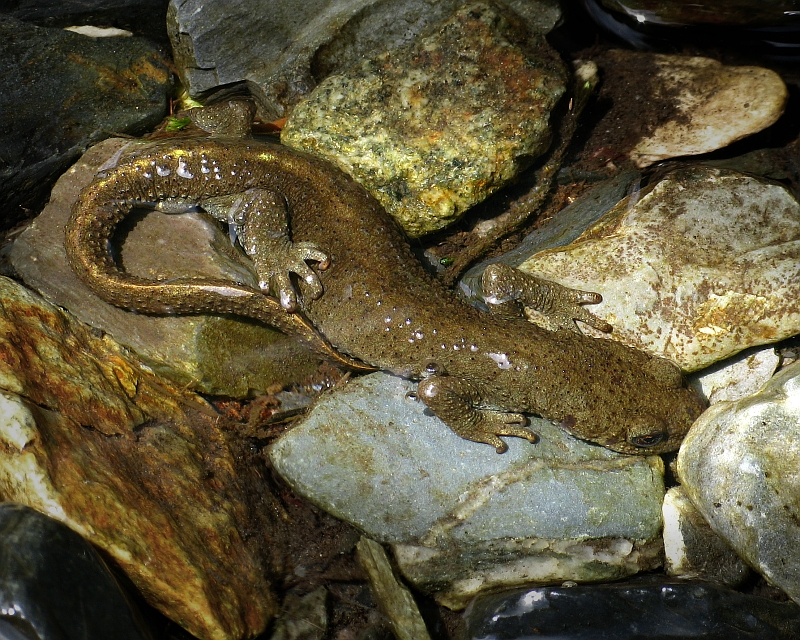
Euprocte des Pyrénées, Calotriton asper, espèce endémique des Pyrénées.
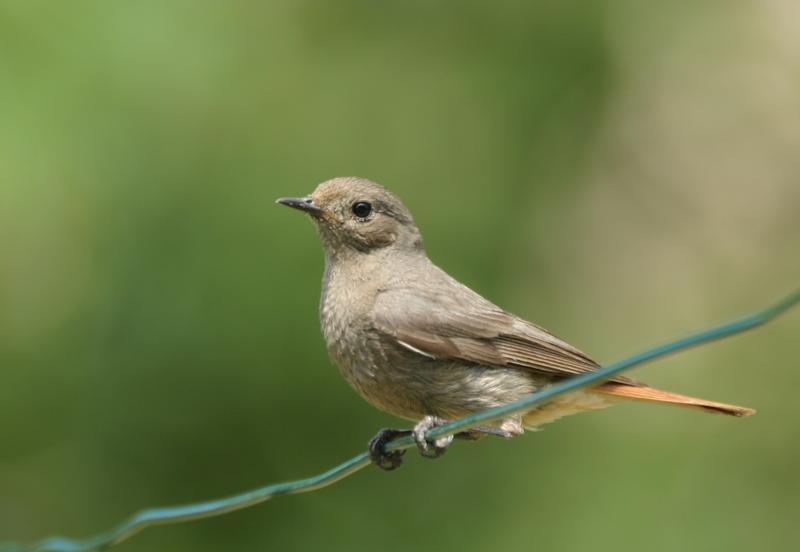
Rouge-queue noir, Phoenicurus ochruros.

## Intérêt touristique et pédagogique
De nombreux sentiers parcourent la réserve naturelle et permettent de découvrir le site. Sur les sentiers bordant notamment la laquette inférieure d'Orédon, des panneaux explicatifs proposent aux marcheurs de prendre en photo certaines zones mettant en évidence la hauteur des eaux et de les envoyer par adresse électronique, afin de permettre aux ingénieurs et chercheurs des laboratoires Ecolab et Geode d'étudier les effets du changement climatique et des activités humaines sur les espèces vivantes comme la subulaire aquatique,.
Le bivouac est interdit dans la réserve, sauf dans une zone située sous le barrage du lac d'Aumar. La circulation des véhicules est interdite en journée entre le lac d'Orédon et le lac d'Aubert. Des parkings payants sont situés au niveau de ces deux lacs. Des navettes aléatoires (payantes) relient également ces deux lacs.

## Histoire du site et de la réserve
La création en 1935 de la réserve naturelle du Néouvielle grâce aux professeurs Bressou et Chouard en fait une des premières réserves naturelles de France. L’intérêt de cette région était reconnu déjà avant, puisqu’en 1922, un laboratoire de biologie fut construit près du rivage du lac d'Orédon.
La réserve est tout d'abord louée par la Société nationale d'acclimatation de France à la commune de Vielle-Aure, même si celle-ci conserve le droit de pâturage et d'exploitation du bois de charpente.
Des lacs de retenues sont créés dès 1882 pour des besoins de production d'hydroélectricité (lac d'Aubert, lac d'Aumar, lac de Cap-de-long, lac d'Orédon, lac de l'Oule, etc.) qui alimentent les centrales hydroélectriques de Pragnères et de Saint-Lary-Soulan.
La gestion de la réserve est confiée au Parc national des Pyrénées en 1968. Aujourd'hui, la vie de celle-ci est administrée par un comité consultatif composé d’élus locaux, services de l’État, associations et personnalités scientifiques.

### Administration, plan de gestion, règlement
La réserve naturelle est gérée par le Parc national des Pyrénées.

### Outils et statut juridique
La réserve naturelle a été créée par un arrêté ministériel du 8 mai 1968. Le classement a été renouvelé par un décret du 4 mars 1994.
Sur un secteur plus réduit de 6 191 hectares, le territoire du Néouvielle est une zone Natura 2000.